# Alan Jones
Alan Jones, född 2 november 1946 i Melbourne, är en australisk racerförare.

## Racingkarriär
Jones debuterade i formel 1 säsongen 1975. Han körde senare med framgång för Williams. Han vann sin första tävling 1979, när han segrade i Tyskland. Han slutade trea den säsongen efter en stark avslutning, då han vann fyra deltävlingar under den andra halvan. 
Han var favorit inför säsongen 1980 och vann då fem lopp och förarmästerskapet och bidrog till att Williams-Ford vann konstruktörstiteln den säsongen, vilket var deras första VM-titel. Han slutade trea säsongen 1981, efter att ha vunnit loppet i Las Vegas, vilket var avsett att vara hans sista tävling.
Jones tackade nej till en förarplats i Ferrari säsongen 1982 men gjorde senare ett par misslyckade comebackförsök för Arrows och Team Haas i Lola-bilar.
2008 berättade Jones för tidningen Autosport att han bad sin fru att svara att han var hos slaktaren varje gång någon ringde, då han inte ville ha massor av comebackerbjudanden, vilket gjorde att han missade chansen, vilket han sedermera ångrade. Under 1990-talet tävlade Jones i ATCC, där han slutade på andra plats 1993 och drev sitt eget team, vilket han lade ner när han avslutade den karriären. Han blev senare teamchef för Australiens A1GP-stall.

## F1-karriär
| Säsong                 | Stall/Tillverkare                             | Placering              | Lopp | Poäng | Etta | Tvåa | Trea | Pole | Varv |
| ---------------------- | --------------------------------------------- | ---------------------- | ---- | ----- | ---- | ---- | ---- | ---- | ---- |
| 1975                   | Harry Stiller Racing (Hesketh-Ford) Hill-Ford | 17                     | 4    | 2     |      |      |      |      |      |
| 1976                   | Surtees-Ford                                  | 15                     | 14   | 7     |      |      |      |      |      |
| 1977                   | Shadow-Ford                                   | 7                      | 14   | 22    | 1    |      | 1    |      |      |
| 1978                   | Williams-Ford                                 | 12                     | 16   | 11    |      | 1    |      |      | 2    |
| 1979                   | Williams-Ford                                 | 3                      | 15   | 40    | 4    |      | 1    | 3    | 1    |
| 1980                   | Williams-Ford                                 | 1                      | 14   | 67    | 5    | 3    | 2    | 3    | 5    |
| 1981                   | Williams-Ford                                 | 3                      | 15   | 46    | 2    | 3    | 1    |      | 5    |
| 1983                   | Arrows-Ford                                   | -                      | 1    |       |      |      |      |      |      |
| 1985                   | Team Haas (Lola-Hart)                         | -                      | 4    |       |      |      |      |      |      |
| 1986                   | Team Haas (Lola-Hart & Lola-Ford)             | 12                     | 16   | 4     |      |      |      |      |      |
| Sammanlagt 10 säsonger | Sammanlagt 10 säsonger                        | Sammanlagt 10 säsonger | 117  | 199   | 12   | 7    | 5    | 6    | 13   |

| 1. Österrike 1977 2. Tyskland 1979 3. Österrike 1979 4. Nederländerna 1979 5. Kanada 1979 6. Argentina 1980 7. Frankrike 1980 8. Storbritannien 1980 9. Kanada 1980 10. USA East 1980 11. USA West 1981 12. Las Vegas 1981 |

| 1. USA 1978 2. Belgien 1980 3. Österrike 1980 4. Italien 1980 5. Brasilien 1981 6. Monaco 1981 7. Italien 1981 |

| 1. Italien 1977 2. USA West 1979 3. Brasilien 1980 4. Tyskland 1980 5. Nederländerna 1981 |

| 1. Storbritannien 1979 2. Kanada 1979 3. USA East 1979 4. Argentina 1980 5. Belgien 1980 6. Tyskland 1980 |

| 1. USA West 1978 2. Kanada 1978 3. Kanada 1979 4. Argentina 1980 5. Frankrike 1980 6. Tyskland 1980 7. Italien 1980 8. USA East 1980 9. USA West 1981 10. Monaco 1981 11. Spanien 1981 12. Tyskland 1981 13. Nederländerna 1981 |